# ماونت اوبورن (آیووا)
ماونت اوبورن (به انگلیسی: Mount Auburn) شهری در ایالت آیووا کشور ایالات متحده آمریکا است که جمعیت آن در سرشماری سال ۲۰۱۰ میلادی، ۱۵۰ نفر بوده‌است.